# Battaglia di Flarchheim
La battaglia di Flarcheim fu una battaglia tra il re di Germania Enrico IV e l'anti-re Rodolfo di Svevia il 27 gennaio 1080 vicino a Flarchheim.

## Preludio
Rodolfo sembrava essere vulnerabile dopo aver perso il sostegno di alcuni dei principi sassoni. Enrico decise di sfruttare ciò e marciò contro di lui nell'inverno del 1079-1080. Rodolfo cercò di intercettare Enrico e lo incontrò a Flachheim tra Eisenach e Mühlhausen in Turingia.

## La battaglia
Rodolfo aveva schierato il suo esercito su una collina dietro un ruscello. Invece di attaccare Rodolfo e probabilmente farsi attaccare dalle sue forze a cavallo dal fiume, Enrico optò per marciare attorno all'ostacolo.
Enrico colpì l'esercito di Rodolfo da dietro, ma cominciò una tempesta di neve, facendo sì che l'attacco si disorganizzasse. Secondo una fonte, i sassoni furono attaccati e messi in rotta dopo che il duca Vratislao II di Boemia abbatté lo stendardo sassone durante la tempesta di neve. Il duca boemo riuscì ad impossessarsi della lancia d'oro di Rodolfo.
Eccheardo d'Aura riferisce invece che Ottone di Nordheim attaccò e saccheggiò il campo di Enrico prima di costringere alla resa i franconi e i boemi. Bertoldo (forse Bertoldo di Ratisbona) invece afferma che gli eserciti si separarono nel buio e che Rodolfo fu costretto a ritirarsi in un villaggio vicino per ripararsi dal freddo.
Il giorno dopo Rodolfo tornò sul campo, ma Enrico si era ritirato in Franconia.